# Erica petrophila
Erica petrophila är en ljungväxtart som beskrevs av Harriet Margaret Louisa Bolus. Erica petrophila ingår i släktet klockljungssläktet, och familjen ljungväxter. Inga underarter finns listade i Catalogue of Life.